# 飯笥
飯笥（日语：／），是日本沖繩傳說中的一種付喪神，奄美魔物。
「飯笥」原在沖繩方言中指飯勺
，但作為妖怪時，則是指飯勺因為老舊而化為妖怪的形態。

## 概要
飯笥是古舊的飯碗化成的妖怪，會和鍋笥(饭勺的付喪神)在夜間發出噪音。
有人在半夜里听到三弦琴声，看到一群男女乐师弹奏音乐，他戴上面譜，和他们饮酒跳舞。醒来时发现周围都是飯碗和飯勺，晚上的聲音是它們的碰撞聲。
飯笥会化作白猪的幽灵。